# Okręg wyborczy Manchester South
Okręg wyborczy Manchester South powstał w 1885 r. i wysyłał do brytyjskiej Izby Gmin jednego deputowanego. Okręg obejmował południową część Manchesteru. Został zlikwidowany w 1918 r.

## Deputowani do brytyjskiej Izby Gmin z okręgu Manchester South
- 1885–1895: Henry Enfield, Roscoe
- 1895–1900: John Campbell, markiz Lorne, Partia Liberalna
- 1900–1906: William Peel, Partia Liberalno-Unionistyczna
- 1906–1912: Arthur Haworth, Partia Liberalna
- 1912–1918: Philip Glazebrook, Partia Konserwatywna
- 1918–1918: Robert Stoker